# Prunus maritima
Prunus maritima es una especie de arbusto perteneciente a la familia de las rosáceas, nativa de la costa del Océano Atlántico en Norteamérica, desde Maine hasta Maryland.  Aunque algunas veces se prolonga hasta Nuevo Brunswick, no se tiene constancia de colecciones en dicha localidad y no aparece en los más autorizados trabajos de la Flora de Canadá.

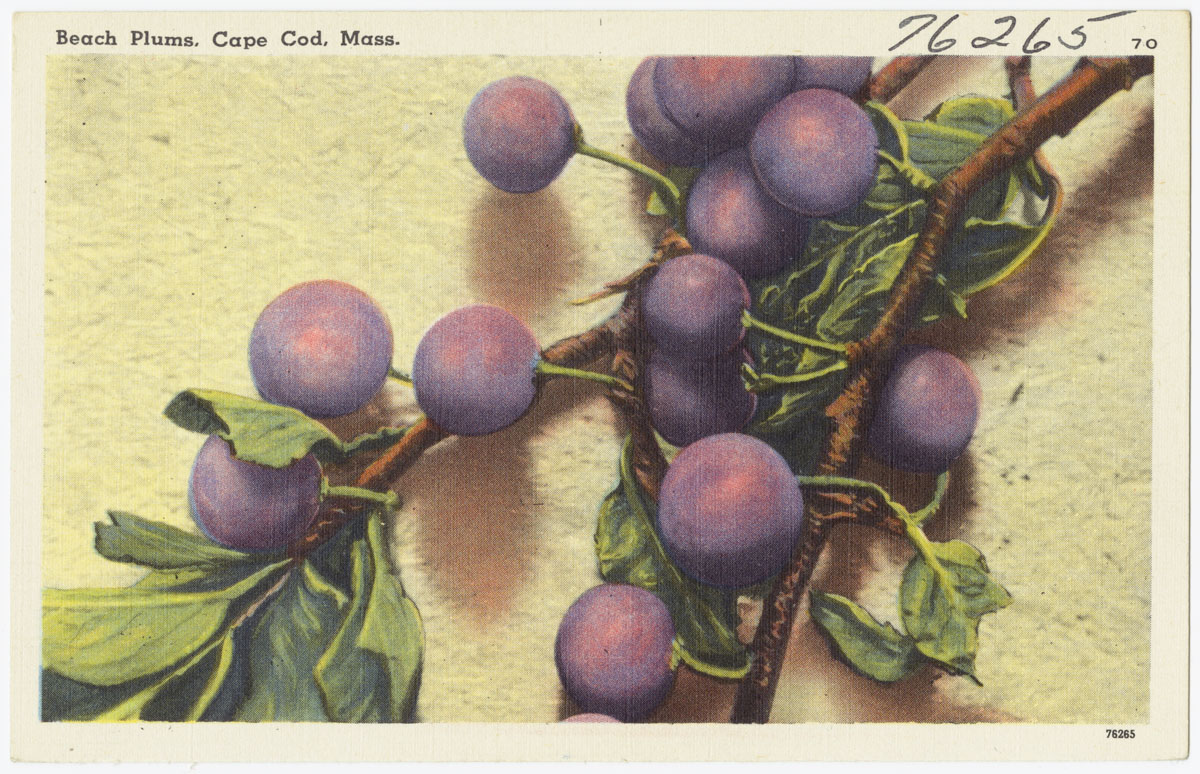
Frutos..

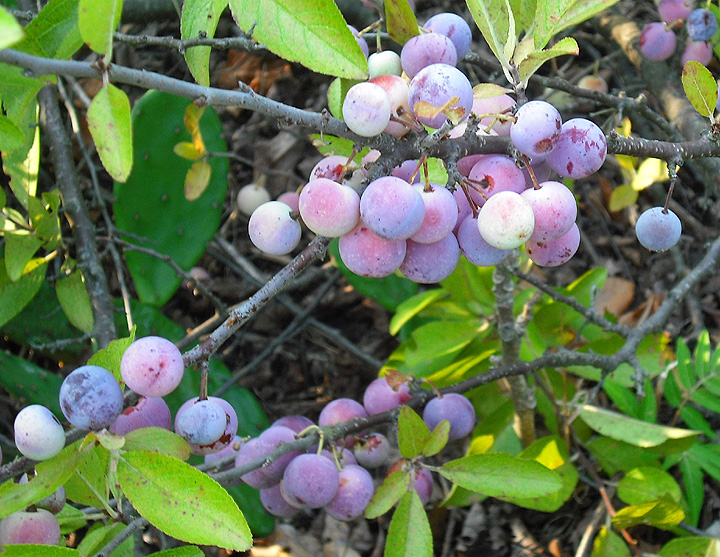
Frutos.

## Descripción
Es un arbusto caducifolio, en su estado natural su hábitat es la arena de las dunas, alcanzando un tamaño de 1-2 m de altura, aunque puede aumentar de tamaño,  hasta los 4 m de altura, cuando se cultivan en los jardines. Las hojas son alternas, elípticas, de 3-7 cm de largo y 2-4 cm de ancho, con un margen fuertemente dentado. Son de color verde en la parte superior y pálido en la inferior, llegando a ser vistosas en el otoño. Las flores tienen 1-1.5 cm de diámetro, con cinco pétalos blancos y grandes anteras amarillas. El fruto comestible es una drupa de 1,5-2 cm de diámetro en la planta silvestre.
Una planta con hojas redondeadas, de la cual hay sólo un único espécimen hallado en la naturaleza, ha sido descrito como Prunus maritima var. gravesii (Small) G.J.Anderson,, aunque su estatus taxonómico es cuestionable, y puede ser considerada como un cultivar de Prunus maritima 'Gravesii ". La planta original, que se encuentra en Connecticut, murió aproximadamente en el año 2000, pero se mantiene en cultivo a partir de esquejes enraizados.

## Hábitat
La planta es tolerante a la sal y resistente al frío. Prefiere el pleno sol y suelo bien drenado. Se propaga mediante la expansión de las raíces de los retoños, pero en la tierra gruesa forma una raíz pivotante. En las dunas a menudo se encuentran parcialmente enterrados en la arena. Florece a mediados de mayo y junio. La fruta madura en agosto y principios de septiembre.
La especie está en peligro de extinción en el estado de Maine, donde se encuentra en franco declive debido al desarrollo comercial de sus hábitats en la playa.

## Cultivo y usos
La especie se cultiva comercialmente por sus frutos, que se utilizan para hacer mermelada. Se pueden comer frescos y por lo general es un bocado dulce a pesar de que tienen un tamaño mucho menor, en comparación, con las variedades asiáticas ya cultivadas y que se encuentran en el mercado. Un número de cultivares han sido seleccionados para la fruta más grande y de mejor sabor, incluyendo 'Eastham', 'Oceanview', 'Hancock' y 'Squibnocket'.

## Taxonomía
Praravinia fue descrita por Humphry Marshall y publicado en Arbustrum Americanum 112, en el año 1785.
Etimología
Ver: Prunus: Etimología
maritima: epíteto latíno que significa "cercana al mar"